# Philippe Muyl
Pour les articles homonymes, voir Muyl.
Philippe Muyl, né le 30 mai 1953 à Lille (Nord), est un réalisateur, scénariste et producteur de cinéma français.

## Biographie
Après un baccalauréat de philosophie, Philippe Muyl étudie en Belgique à l'École supérieure des arts Saint-Luc de Tournai, dans l'atelier d'Yvan Theys, puis à l'École supérieure de publicité de Paris.
Ensuite, pendant plusieurs années, il exerce le métier de directeur artistique chez Publicis et Elvinger, puis de responsable de la publicité de l'hebdomadaire Pilote. Il exerce en indépendant la fonction de concepteur-rédacteur de publicité pour les agences.
Dans les années 1970, il crée une société de production et réalise d'abord des films industriels et institutionnels. 
En 1980, il réalise un court-métrage, L'École des chefs (Prix Fipresci au Festival de Lille). En 1984, il écrit et produit une adaptation du roman Une jeune fille nue de Nikos Athanassiadis, L'Arbre sous la mer, qui sort le 16 janvier 1985 avec Christophe Malavoy et Julien Guiomar.
En 1993, il adapte au cinéma la pièce de théâtre de Jean-Pierre Bacri et Agnès Jaoui Cuisine et dépendances.
Son film Le Papillon (2002) ayant eu un grand succès en Chine, il entreprend un projet analogue adapté au marché chinois : Le Promeneur d'oiseau, tourné en Chine avec des acteurs chinois, sorti en 2012. Le 8 mars 2014, ce film fait la clôture du Festival du film asiatique de Deauville, puis est distribué en France et un peu plus tard en Chine. Il est choisi pour représenter la Chine aux Oscar 2015.

## Filmographie

### En tant que réalisateur
- 1985 : L'Arbre sous la mer
- 1991 : Contre l'oubli (coréalisateur), documentaire
- 1993 : Cuisine et dépendances
- 1996 : Adorable petite bombe, téléfilm
- 1997 : Tout doit disparaître
- 2000 : La Vache et le Président
- 2002 : Le Papillon
- 2008 : Magique
- 2014 : Le Promeneur d'oiseau

### En tant que scénariste ou dialoguiste
- 1985 : L'Arbre sous la mer
- 1993 : Martineau... et le portrait de femme, téléfilm
- 1993 : Cuisine et dépendances
- 1993 : La Lettre inachevée (dialogue)
- 1996 : Adorable petite bombe, téléfilm
- 1997 : Tout doit disparaître
- 2000 : La Vache et le Président
- 2002 : Le Papillon
- 2007 : Bac +70, téléfilm
- 2008 : Magique

### En tant que producteur
- 1985 : L'Arbre sous la mer

## Distinctions

### Décoration
- Chevalier de l'ordre des Arts et des Lettres (9 juillet 2014)[3]

### Récompenses

#### L'École des chefs
- 1981 : Prix du public et Prix Fipresci au festival de Lille

### L'Arbre sous la mer
- 1986 : Sélection Panorama au festival de Berlin
- 1986 : Meilleure photographie (Bernard Lutic) au festival de Saint-Sébastien

#### La Vache et le Président
- 1999 : Grand prix du festival du film Jeunesse de Moscou
- 1999 : Grand prix Cannes Junior
- 1999 : Golden Lynx Okomedia
- 1999 : Grand prix du festival du film Jeunesse d'Anvers
- 1999 : Prix du public au festival de Francfort
- 1999 : Sélection Shanghai Film Festival
- 1999 : Sélection Scottish Film Festival
- 1999 : Sélection Festival de Richmond (Virginie)
- 1999 : Sélection Festival de Sydney

#### Le Papillon
- 2002 : Prix du public du Giffonni Film Festival
- 2002 : Prix du public au festival du Caire
- 2002 : Golden Lynx Oekomedia
- 2002 : Prix du public Trencin Film Festival
- 2002 : Prix du public au festival de Miami
- 2002 : Prix du public au festival d'Ispahan

#### Magique
- 2008 : Prix du Public au Changchun Film Festival (Chine)
- 2008 : Prix du public au festival du film de Rome

#### Le Promeneur d'oiseau
- 2013 : Prix du public au River Run Film Festival (USA)
- 2013 : Grand prix du Zlin Film Festival (République tchèque)
- 2013 : Sélections : Busan Film Festival, Jakarta French film festival, Singapore film festival, Palm Spring Film Festival, Richmond Film Festival, French May (Macao), Seattle Film festival, Niagara Integrated Film Festival, Melbourne Film Festival, Giffonni Film festival
- 2014 : Sélection chinoise pour les Oscar 2015